# Waimangaroa River
Der Waimangaroa River ist ein Fluss im Buller District der Region West Coast auf der Südinsel von Neuseeland.

## Geographie
Der Fluss entspringt in dem Happy Valley, östlich des Tagebaugebietes des Kohlenbergwerks Stockton Mine und fließt zunächst in südliche und südsüdwestlich Richtung auf die Berge der Mount William Range zu, um kurz davor in einem Rechtsschwenk auf die kleine Ortschaft Waimangaroa zuzusteuern und nach insgesamt 22 Flusskilometer rund 2,3 km nordwestlich von Waimangaroa in die Tasmansee zu münden.
Direkt nördlich an die Ortschaft angrenzend überqueren der New Zealand State Highway 67 und die Eisenbahnlinie der Güterbahnstrecke Stillwater – Ngākawau Line den Fluss.

## Eigenschaften
Unter normalen Wetterbedingungen ist der Waimangaroa River eine ruhiger Fluss, doch nach ein paar Stunden starken Niederschlags kann der Fluss zu einem reißenden Strom werden.